# Els infants robats d'Anglaterra
Els infants robats d'Anglaterra (originalment en francès, Les Enfants volés d'Angleterre) és un documental francès de 2016 dirigit per Pierre Chassagnieux i Stéphanie Thomas i produït per Dream Way Productions per a France Télévisions. Reprèn un tema ja desenvolupat pel documental del 2013, Angleterre, le royaume des enfants perdus, d'Isabelle Cottenceau.
Aquest documental tracta sobre els casos d'adopció forçosa al Regne Unit que van resultar de la Llei d'infants de 1989, quan algunes parelles va veure com els retiraven per la força al seu fill adduint «probabilitat de maltractament», i podien rebre durant l'embaràs un correu de l'Autoritat Local d'Educació declarant-los inaptes per educar el seu fill. Tot i no tenir antecedents judicials, els pares podien perdre els seus drets i veure com es posava el seu progenitor en adopció.
La pel·lícula va rebre una menció en el Premi Média Enfance Majuscule de 2020 en la categoria de documental gravat a l'estranger. El 25 de gener de 2021 es va estrenar el doblatge en català al programa 60 minuts del canal 33.